# Lago Branco
O Lago Branco - "Bianco" - é um lago artificial localizado na Passagem de Montanha Bernina no cantão de Grisons, Suíça. Tem uma superfície de 1,50 km ² .
O lago parece branco devido ao influxo de água das geleiras Cambrena, que ficam a oeste do lago. 
A água que sai do lago se junta ao Rio Pó e chega ao Mar Adriático. É uma bacia hidrográfica entre o Lago Raj Nair, que fica várias dezenas de metros a noroeste, e a água que flui para o norte daqui deságua no Mar Negro pelos rios Inn e Danúbio.
Originalmente, havia dois lagos com o mesmo nome no lado norte, Lago Bianco, e no lado sul, Lago della Scala. De 1910 a 1911, foram construídas barragens nas extremidades norte e sul para a construção de uma hidrelétrica, formando um lago. A barragem foi elevada em 4m de 1941 a 1942 para que a água pudesse ser retirada mesmo quando a quantidade de água fosse pequena. A água do lago flui através de três usinas de energia da Repower AG, Palü, Cavaglia e Robbia, para o Lago de Poschiavo em série. Em 2016, um projeto para construir uma usina hidrelétrica reversível de 1000 MW que conecta diretamente os dois lagos foi aprovado pela legislatura estadual.